# 悠久山駅
悠久山駅（ゆうきゅうざんえき）は、かつて新潟県長岡市悠久町に存在した、越後交通栃尾線の駅である。1973年（昭和48年）4月16日、栃尾線の部分廃止により廃駅となった。

## 駅構造
島式ホーム1面2線を有する地上駅。ほかに数本の側線を有していた。長らく有人駅であったが、後述のとおり最晩年は無人駅であった。当初木造駅舎で開業し、後に悠久山プール更衣室棟を移設・改装を経て二代目駅舎として使用された。

## 歴史
- 1924年（大正13年）5月1日 - 栃尾鉄道による当駅 - 長岡駅間開業（これにより全線開通）に伴い開業。
- 1956年（昭和31年）11月20日 - 社名変更に伴い栃尾電鉄の駅となる。
- 1960年（昭和35年）10月1日 - 長岡鉄道、中越自動車との3社合併により越後交通栃尾線の駅となる。
- 1972年（昭和47年） - 無人化される（日付は不明）。
- 1973年（昭和48年）4月16日 - 栃尾線の当駅 - 長岡駅間部分廃止により廃駅となる。

## 駅跡
廃線後は越後交通のバス拠点「悠久山車庫」が置かれ、蒼柴神社の表参道に面する地点（悠久町丁字路付近）に木造2階建ての事務所が設けられ、1階には停留所と待合室が設けられた。車庫はのちに「東長岡営業所」と改称したが、停留所の名称は現在に至るまで「悠久山」のままである。
旧事務所棟は2004年（平成16年）の新潟県中越地震で損壊し、現在の事務所棟は敷地南側に鉄骨2階建てで新築された。

## 駅周辺
2011年現在の周辺施設は以下のとおり。
- デイリーヤマザキ長岡悠久山店
- 悠久山公園
- 長岡市悠久山野球場
- 長岡市立栖吉小学校
- 長岡市立栖吉中学校
- 長岡大学
- 悠久山成田山不動院

## 隣の駅
越後交通
栃尾線（廃止）
悠久山駅 - 長倉駅